# Imae-dong
Imae-dong (koreanska: 이매동) är en stadsdel i staden Seongnam i provinsen Gyeonggi, i den nordvästra delen av Sydkorea, 24 km sydost om huvudstaden Seoul. Den ligger i stadsdistriktet Bundang-gu.

## Indelning
Administrativt är Imae-dong indelat i:
| Namn    | Namn            | Yta km² | Invånare 31 dec 2020 |
| ------- | --------------- | ------- | -------------------- |
| 이매1동 | Imae 1(il)-dong | 2,84    | 26 014               |
| 이매2동 | Imae 2(i)-dong  | 0,68    | 13 778               |